# سديم الجبار

خريطة كوكبة الجبار، ويُرى في وسطها مسييه 42 ومسييه 43.

سديم الجبار (بالإنجليزية: Orion Nebula)‏ (ويعرف أيضاً باسم مسييه 42, M42, أو NGC 1976) سديم انتشاري يقع جنوب حزام الجبار. يعتبر أحد أكثر الأجرام السماوية دراسة وتصويرًا في سماء الليل، ويبين أكثر الظواهر السمائية دراسةً. يكشف السديم عن عملية تكوّن النجوم والمجموعات الكوكبية من سحب من الغاز والغبار. وقد شاهد الفلكيون فيه مباشرة أقراصًا كوكبية هي مراحل أولية لتكوين مجموعات تماثل المجموعة الشمسية وأقزاما بنية وحركات سريعة وعواصف للغازات والغبار، وتأثيرات النجوم على تأين ما يحيط بها من غاز مثل مناطق هيدروجين II وكذلك انزياح المادة من حول النجوم الموجودة في وسط السديم بسبب ما تصدره من ضوء وجسيمات، فتنزاح الغازات والغبار نحو خارج السديم مما يجعلنا نستطيع من الأرض رؤية قلبه والنجوم التي فيه.
هو أحد أشد السدائم بريقًا، ويمكن مشاهدته بالعين المجردة في سماء الليل. يبلغ قدره الظاهري 4,0 وهو يقع على بعد 25±1350 سنة ضوئية من الأرض، وينتمي إلى مجرتنا، مجرة درب التبانة.وهو أقرب منطقة للأرض تنشأ فيها نجوم جديدة بكثرة. يُقدر عرض سديم الجبار بنحو 24 سنة ضوئية. أشارت النصوص القديمة كثيرًا إلي سديم الجبار باسم السديم الأعظم في الجبار أو سديم الجبار الأعظم. بينما النصوص الأقدم تشير إليه باسم إنسيس Ensis، وهو أيضًا اسم النجم.
تقع كوكبة الجبار في النصف الشمالي للكرة الأرضية تظهر النجوم الثلاثة اللامعة: النظام والنطاق والمنطقة في خط مستقيم؛ وهذا الخط المستقيم يمثّل حزام برج الجبار (الجوزاء)؛ ويمكن رؤية برج الجبار بسهولة في الأفق الجنوبي في فصل الشتاء، كما يمكن رؤية سديم الجبار في وسطها بالعين المجردة وذلك بعد غروب الشمس ويظل في السماء حتى ظهور أول ضوء للصباح.
أما النجم اللامع الذي يمثّل كتف اليسار لبرج الجبار فهو منكب الجوزاء (بالإنجليزية:Betelgeuse).
وأسفل حزام برج الجبار (الجوزاء) يوجد السيف والذي يتكون من ثلاث نجوم ضعيفة الإضاءة؛ وفي مركز السيف يوجد سديم الجبار العظيم والذي يظهر كنجم لامع في السماء، وبقربه سديم رأس الحصان.
وسديم رأس الحصان هو عبارة عن سحابة من الغبار المظلم أمام سديم لامع.
في برج الجبار (الجوزاء)، هناك تجمعات نجمية وسدم ونجوم مزدوجة.
.وأهم النجوم في برج الجبار (الجوزاء): ألفا الجبار (منكب الجوزاء)، وبيتا الجبار (رجل الجبار)، وغاما الجبار (نجم الناجذ)، ونجم (المنطقة (دلتا الجبار)، ونجم النظام(إبسلون الجبار)، ونجم النطاق (زيتا الجبار)، وإيوتا الجبار (نجم نير السيف)
السديم يعد أحد محاضن النجوم العملاقة القريبة من الأرض، ففيه تولد نجوم جديدة من الغاز والغبار، كما اكتشف فيه لأول مرة ما يُعرف بالأقزام البنية وهي مرحلة ما بين الكوكب والنجم (أو ما يعرف بالنجوم الفاشلة) لأنها فشلت في أن تصبح نجوما لصغر كتلتها.
يقع سديم الجبار بين نجوم سيف الجبار ويبعد عنا نحو 1350 سنة ضوئية (السنة الضوئية هي المسافة التي يقطعها الضوء في سنة كاملة وتعادل حوالي 9,5 مليون مليون كيلومتر). ويمكن رؤية هذا السديم بواسطة نظارة مقربة عادية كضبابة رمادية اللون، وبالتلسكوب يكون المنظر أفضل.

## تكوينه
سديم الجبار هو الجزء المرئي من سحابة مضيئة تمثل هي الأخرى جزءً من سحابة كبرى من الجزيئات تمتد عبر كوكبة الجبار. وينتمي إليها سديم رأس الحصان.
ونظرًا لكثافة المادة في سديم الجبار تنشا فيه نجوم جديدة. ويوجد فيه بجانب النجوم الناشئة ومن ضمنها مجموعة نجوم تجمع المعين Trapez وهي تعمل على تأين غاز الهيدروجين المحيط بها، وتكون منطقة هيدروجين II وتثير السحابة بحيث تضيئ. وتعمل الإضاءة والجسيمات الصادرة من النجوم الناشئة على تشتيت سحابة الغاز والغبار تاركة ورائها تجويفات كرية مضيئة.
ويوجد في داخل السديم أجرام كثيرة تمثل في شكلها الشكل المعهود لمناطق ولادة النجوم. منها عدة كرات بوك وهي من نوع سديم مظلم والاقزام البنية. كما توجد بعض الإشارات عن وجود نجوم في تلك المنطقة ذات حلقات قد تكون مراحل أولية لتكون كواكب.
ونظرًا لقربه النسبي للمجموعة الشمسية فيعتبر سديم الجبار واحد من أكثر السدم
التي درست في مجرتنا، مجرة درب التبانة.
وقد قام العالم الفرنسي شارل مسييه بتسجيل الجزء الشمالي من سديم الجبار، وهو الجزء الذي يفصله حزام من الغبار المظلم عن بقية السديم وأعطاه الاسم مسييه 43. وتعرف تلك المنطقة أيضا بوجود نجم متغير NU Orionis وكذلك الجرم السماوي HD 37061 فيها والذي يحث سحابة الغاز حوله على الإضاءة.

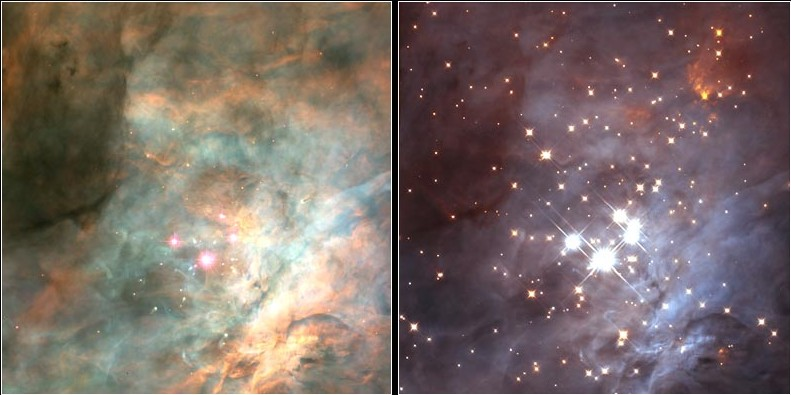
تبين صورة الضوء المرئي سحب من الغاز والغبار في سديم الجبار، كما تبين (الصورة اليمنى) صورة الأشعة تحت الحمراء صادرة من نجوم تنشأ في وسطه. بتصريح من NASA وESA.

يمتد سديم الجبار عبر 10 درجات في السماء وهو يحوي في وسطه تجمعات من العاز والغبار، وتجمعات نجمية ومناطق هيدروجين II متأينة وسدم انعكاسية.
ويكون السديم سحابة تكاد تكون كروية تزداد كثافتها بالقرب من المركز.
وتختلف درجة حرارة السحابة وتصل في عند المركز إلى نحو 10.000 كلفن وتنخفض درجة الحرارة سريعًا في اتجاه حافة السديم.
وعلى عكس توزيع الكثافة فتحوي السحابة سرعات عالية ودوامات غازية بالقرب من المنطقة المركزية. وتصل السرعة النسبية إلى 10 كيلومتر في الثانية، وقد تصل في بعض المناطق إلى 50 كيلومتر/ثانية.
يتمركز في وسط السديم منطقة مؤينة حول
Theta1 Orionis C وهو النجم الذي يشع معظم الضوء في نطاق الأشعة فوق البنفسجية التي تسبب تأين الغاز في تلك المنطفة - وهي تشع أشعة مؤينة أكثر من 3 إلى 4 مرات من إشعاع ثاني نجم شديد الإشعاع في السديم وهو
Theta2 Orionis A.)
وهذا يحيطه خليج مخروطي الشكل غير منتظم من سحابة متعادلة ذات كثافة عالية، يوجد فيها كتل غازية من غاز متعادل تمتد إلى خارج الخليج المخروطي، ويميل هو الآخر على حدود السحابة الغبارية للسديم.

## مشاهدته
أحسن وقت لرؤية سديم الجبار في الشتاء عندما يبرز في السماء في وقت متأخر بعد غروب الشمس ويظل مرئيا حتى ظهور ضوء الصباح. ويمكن بواسطة تلسكوب بسيط ذو تضخيم 30 رؤية تفاصيل السديم. وأما لرؤية تفاصيل سحب الغاز والغبار فيه فيلزم تلسكوبا أكبر من ذلك. ولكن في العادة يمكن رؤية الأربعة نجوم التي تشكل تجمع المعين (أوريونيس (θ1) بتلسكوب بسيط وأوريونيس θ2 وكذلك HD 37042، كما يمكن رؤية تفاصيل السديم، بدرجة
أحس من صورة تلسكوب هابل الفضائي المعروضة هنا.
والمنطقة ضعيفة الضوء الموجودة على حافة سحب الغبار في صورة هابل فلا يمكن رؤيتها إلا بواسطة تلسكوب له فتحة كبيرة نسبيا. كما يمكن بواسطة كاميرا وحامل للكاميرا التقاط صور للسديم وللسحابة الحمراء حيث تبدو في الصورة عندئذ كبقعةٍ صغيرة حمراء.

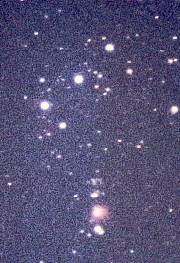
ثلاثة نجوم تكون "حزام الجبار" (مائلة)، مشاهدة سديم الجبار بالعين المجردة ، يرى لامعا (أسفل).
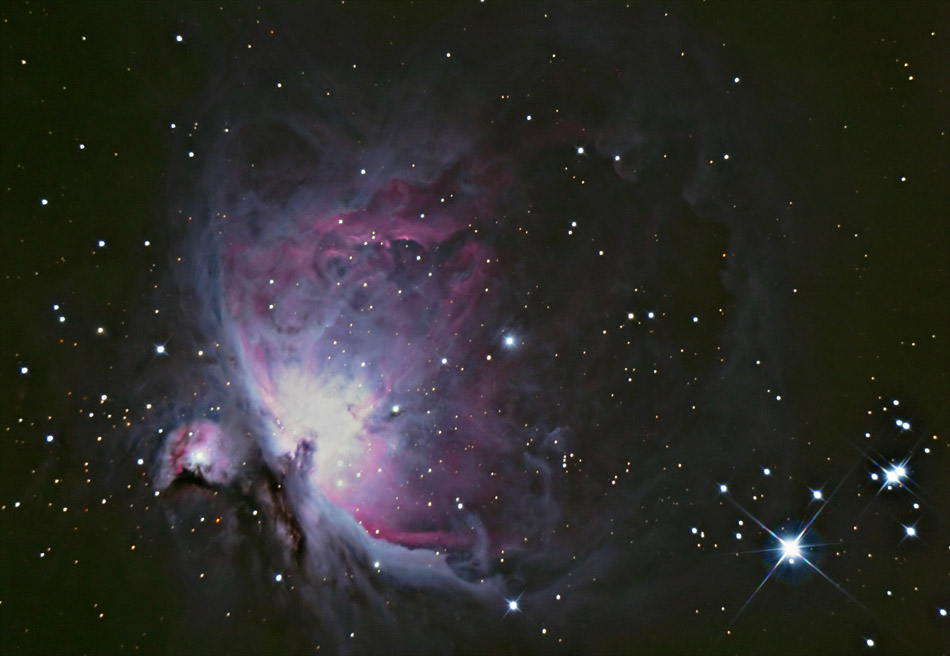
صورة إلتقطها أحد الهواة لسديم الجبار (الشمال يُرى إلى اليسار)
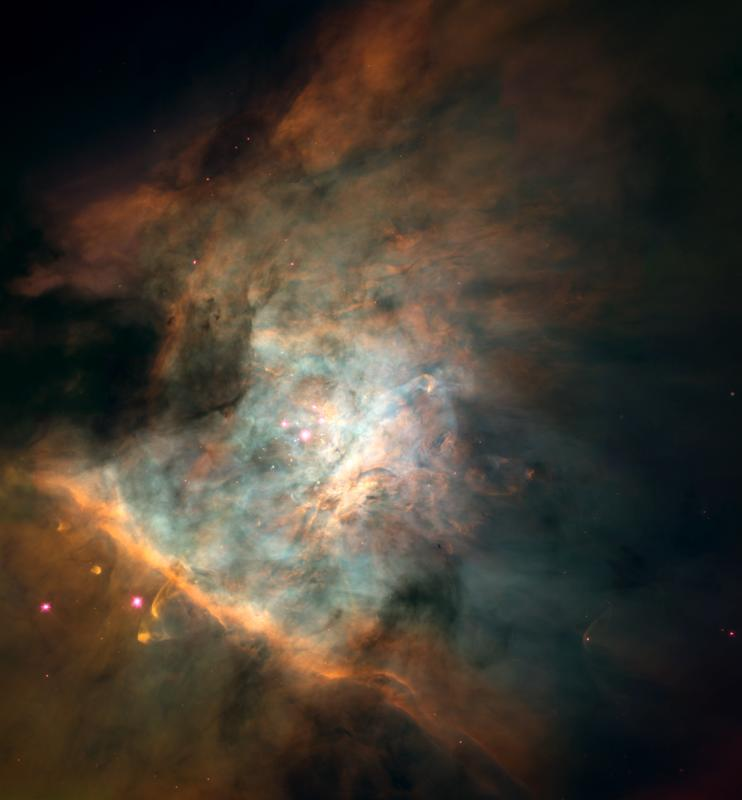
المنطقة الوسطية M42 (الشمال إلى أعلى)

## منطقة نشأة نجوم

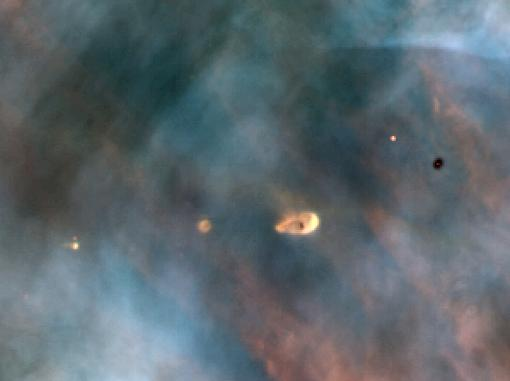
صورة تلسكوب هابل الفضائي تبين تكون تكتلات غبارية التي تنشأ منها كواكب حول نجوم جديدة. بتصريح من NASA.

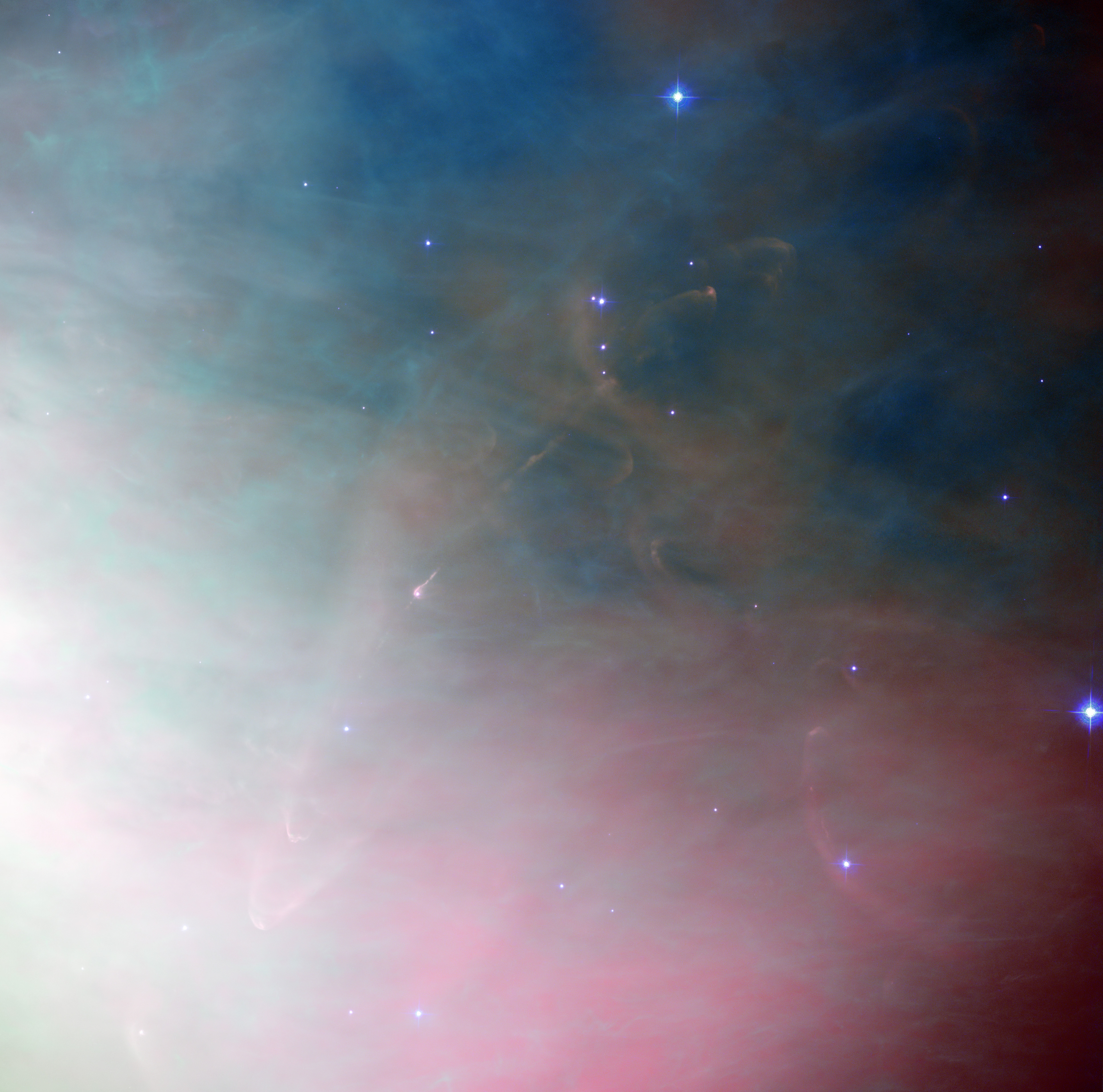
إشعاع النجوم الجديدة في سديم الجبار بتصريح من :ESA/Hubble & NASA.

يعتبر سديم الجبار أحد أمثلة مناطق نشأة نجومٍ جديدة، وقد بينت مشاهدات السديم وجود نحو 700 نجما فيه في مختلف مراحل نشأتها . وتبين المشاهدة الحديثة بواسطة تلسكوب هابل الفضائي وجود أقراص تكوّن كواكب حول نجوم داخل سديم الجبار.
ويبين تلسكوب هابل الفضائي وجود نحو 150 من تلك الأقراص في السديم وهي تعتبر أنظمة في مراحلها الأولى لتكوين مجموعات تماثل المجموعة الشمسية. ووجود هذا العدد الكبير من تلك الأنظمة يعنى أن عملية تكوين مجموعات كالمجموعة الشمسية إنما هي عملية عادية للغاية في الكون.
يتكون نجم عندما ينكمش تجمع من غاز الهيدروجين وغازات أخرى في منطقة هيدروجين II تحت تأثير ثقالتها الذاتية. وبانكماش التجمع يكبر الجزء المركزي لها بشدة ويسخن الغاز فيها إلى درجات حرارة عالية وذلك عن طريق تحول طاقة الوضع الناشئة عن الجاذبية إلى طاقة حرارية. وعندما تصل درجة الحرارة إلى حد كافي يبدأ تفاعل الاندماج النووي الذي يُشعل النجم الجديد ويبدأ الهيدروجين فيه يتحول إلى الهيليوم. وينشأ النجم الجديد عندما يبدأ في إصدار طاقة إشعاعية كافية لمعادلة الانكماش الناشيئ عن الجاذبية، وبذلك يتوقف الانكماش ويحدث توازن بين قوى الانكماش وقوى التمدد.
وفي العادة تبقى سحابة من المادة محيطة بالنجم على مسافة منه قبل اشتعال الاندماج النووي فيه . تلك البقية من السحابة تتشكل في هيئة قرص حول النجم وتتكون منها كواكب فيما بعد تدور في أفلاك حول النجم. وقد أوضحت قياسات أجريت في نطاق الأشعة تحت الحمراء أنه توجد في تلك السحب الغبارية جزيئات غبار يتزايد حجمها متواصلا على طريق يؤدي إلى تكوين كواكب بدائية.
وعندما يبدأ النجم الجديد مرحلة النسق الأساسي من عمره فإنه يصنف كأحد النجوم. ورغم أن معظم أقراص السحاب الكوكبي يمكن أن يتكون منها كواكب، فتبين المشاهدة أن شدة إشعاع النجوم في تجمع المعين في سديم الجبار قد شتت أقراص الغبار التي كانت تحيط بها.
ونظرا لوجود بعض تلك الأقراص الغبارية حول نجوم قريبة من تجمع المعين، فربما يرجع ذلك إلى أن تكون تلك النجوم قد نشأت بعد تكوّن نجوم تجمع المعين بمدة طويلة. [c]

## تطوره

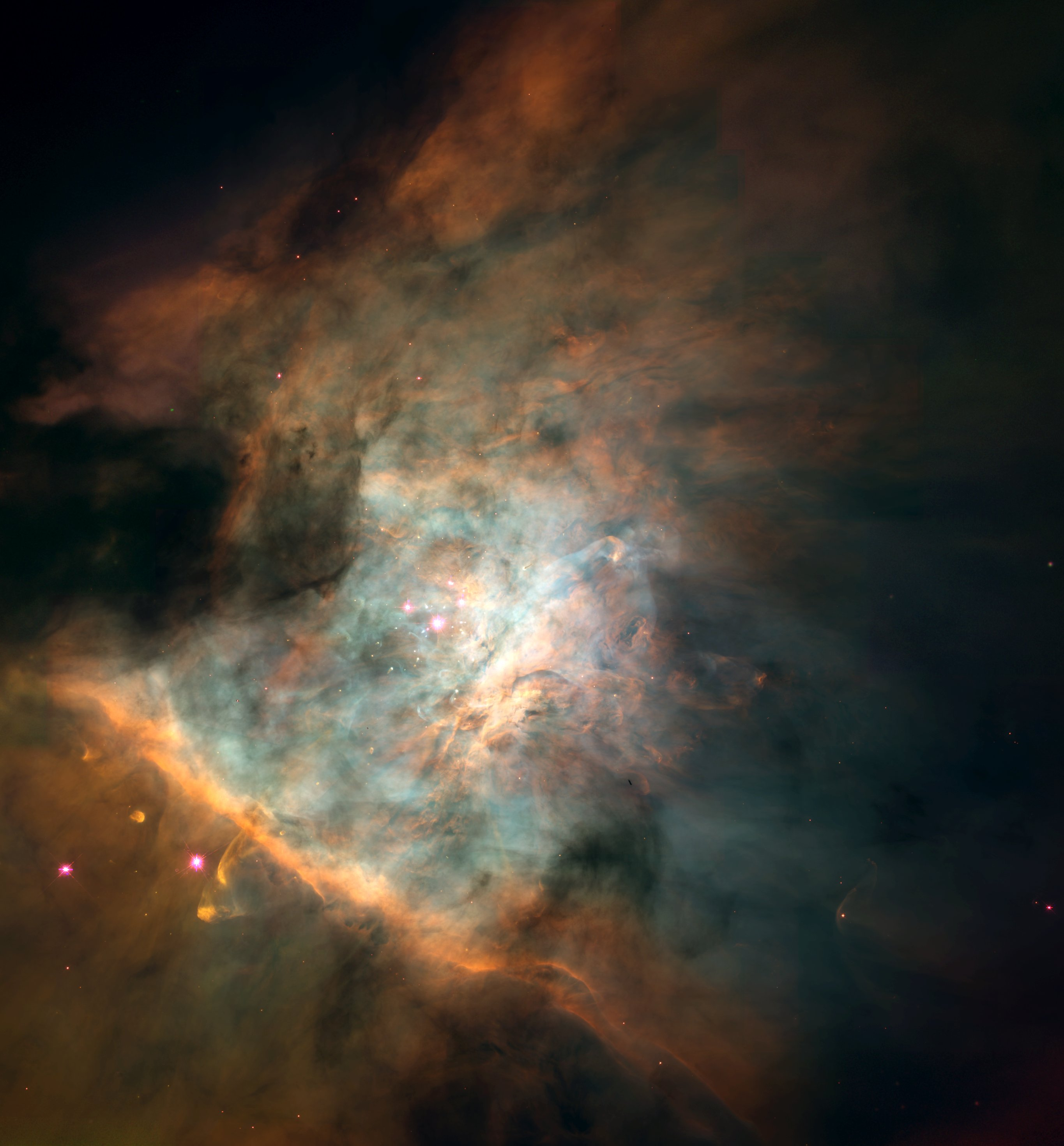
قلب سديم الجبار، صورة ل تلسكوب هابل الفضائي. يبلغ عرض الصورة نحو 5و2 سنة ضوئية، ويبدو في وسطها تجمع المعين. بتصريح من
Credit:NASA/ESA.

توجد السحب البيننجمية مثل سديم الجبار في المجرات وفي مجرتنا، مجرة درب التبانة. وهي تنشأ ككتلة غازية عظيمة الاتساع تربطها ببعضها قوى الجاذبية، مكونة من غاز الهيدروجين المتعادل البارد مخلوطا ببعض العناصر الأخرى. وقد تحتوي السحابة على كتلة تعادل مئات أو آلاف من كتلة الشمس وتمتد عبر مئات السنين الضوئية. ويقاوم قوى الجاذبية التي تعمل على انكماش السحابة، يقاومها ضغط الغاز الضعيف الموجود في السحابة.
وربما يعمل الاصتدام بأحد أذرعة المجرة أو بسبب موجات ضغطية ناشئة عن انفجارات مستعر أعظم، تترسب الذرات في السحابة إلى جزيئات أكبر كتلة وتكوّن سحابة من الجزيئات . تلك العملية تسبق تكون النجوم في السحابة. ويُعتقد أن ذلك يستغرق مدة بين 10 إلى 30 مليون سنة حيث تتعدى بعض المناطق حد كتلة جينز وتبدأ كتل غازية في الانكماش في هيئة أقراص. ويتركز قلب القرص لتكوين نجم وقد يحيطه قرص من الغاز والغبار يمكن أن تتكون منها كواكب أولية.
تلك هي مراحل تكوّن سديم حيث يتكاثر نشوء نجوم أخرى جديدة ناتجة عن انكماش السحابة الجزيئية. وألمع النجوم وأصغرها عمرا هي التي نراها الآن في سديم الجبار، والتي يعتبر عمرها أقل من 300.000 سنة.
,
وقد يكون عمر ألمع نجم فيهم نحو 10.000 سنة فقط.
وقد يكون من تلك النجوم المنكمشة نجوما ذات كتلة كبيرة بالغة، يمكنها إصدار أشعاعات مؤينة في نطاق الاشعة فوق البنفسجية بكميات كبيرة. ويُرى ذلك النوع من الإشعاع في تجمع المعين. وبعد مرور بعضا من الزمن سوف يزيح ضوء الأشعة فوق البنفسجية الصادر من النجوم الكبيرة الكتلة الموجودة في وسط السديم، سوف يزيح الغاز والغبار المحيط في عملية تسمى «تبخر ضوئي». وتلك العملية هي التي تتسبب في تكوين التجويف الداخلي في السديم، مما يتيح فرصة رؤية النجوم الموجودة في المركز من الأرض.
وتتسم أكبر تلك النجوم بأعمار قصيرة وسوف تتغير بحيث تنفجر في صورة مستعر أعظم.
وخلال 100.000 سنة فمن المتوقع أن يُطرد معظم الغاز والغبار، وتكوّن البقايا تجمع نجمي مفتوح، ذو نجوم لامعة من نجوم ناشئة تحيط بها أوشحة رقيقة من بقايا السحابة الأصلية. ويعتبر تجمع نجوم ثريا (عنقود نجمي) مثالا مشهورا لتلك التجمعات النجمية.

## معلومات عامة
في الحقيقة سديم الجبار جزء من سديم أكبر بكثير والمعروف باسم مجمع سحابة الجبار الجزيئية.تمتد مجمع سحابة الجبار الجزئية خلال كل كوكبة الجبار وسديم رأس الحصان ومسييه 43 ومسييه 78 وسديم الشعلة. تتشكل النجوم في جميع أنحاء سديم الجبار، ويحدث تكثيف للحرارة في هذه المنطقة نتيجة هذه العملية ولهذا السبب تكون هذه المنطقة بارزة بالأشعة تحت الحمراء.
هذا السديم مرئي بالعين المجردة حتى في المناطق ذات الإضاءة السكانية. ويظهر على شكل نجم في منتصف سيف الجبار، حيث توجد ثلاث نجوم براقة جنوب حزام الجبار.

## اقرأ أيضا
- سديم عين القط
- سديم النفاثتين
- سديم جذع الفيل
- سديم هيليكس
- سديم الحلقة
- سحابة الجبار الجزيئية
- النطاق (الجبار)
- منكب الجوزاء
- قزم أبيض
- عملاق أحمر
- الانفجار العظيم
- خط زمني للانفجار العظيم
- نجم نيوتروني
- ثقب أسود

## وصلات خارجية
- «جولة صور متحركة في سديم الجبار»، جامعة جنوب ويلز
- سديم الجبار من مرصد Chandra/HST
- سديم الجبار من مرصد جيميني